# لورينزو بالاثيوس كيسب
لورينزو بالاثيوس كيسيب (بالإسبانية: Chacalón)‏ هو مغن وموسيقي بيروفي سابق، ولد في العاصمة البيروفية ليما بتاريخ 26 نيسان من عام 1950. وقد عرف باسمه الفني تشاكلون، كما عُرف من قبل جماهيره بـ El Faraón de la Chicha، أي فرعون التشيتشا. توُفي لورينزو في 24 يونيو 1994 م.